# Mente Zen, Mente de Principiante
Mente Zen, Mente de Principiante es un libro  producido por Shunryu Suzuki en sus últimos años de vida y publicado en 1970 por Weatherhill.
Se trata de una compilación de charlas dadas en el centro Zen de Los Altos (California). El libro pretende ser un clásico espiritual, ayudando a los lectores a encontrar claridad lejos de la trampa de las explicaciones.
Estas transcripciones sobre las charlas de Suzuki son francas y directas, hechas sobre la base de grabaciones de su alumna Marian Derby. Trudy Dixon y Richard Baker (más tarde sucesor de Suzuki) editaron las charlas eligiendo las más relevantes y ordenándolas en capítulos. 
El libro también existe en un audio de 180 minutos (en inglés), leído por Peter Coyote y originalmente grabado en casetes por Audio Literature en marzo de 1992.